# Ла-Ілля
Ла-Ілля, Кара-Узень, Карани-Озен — річка в Криму. Починається поблизу східного схилу Бабуган-яйли, впадає в Чорне море на схід від населеного пункту Малий Маяк (Алушта).
У верхів'ях річки — два джерела: Верхній Ілля і Нижній Ілля.